# Конспиративни теории за фалшификации по програмата Аполо
Конспиративните теории за кацането на Луната изразяват съмнения в една или друга форма за фалшификация на данните по стъпването на човек на Луната.
Обвиненията се състоят в това, че всички или някои от документите по стъпването на човек върху лунната повърхност са подправени от НАСА и други организации, участвали в проекта. Съществуват няколко елемента, общи за цялата идея, които се състоят в следното:
- Астронавтите от мисиите на Аполо в периода 1969 – 1972 година никога не са достигали Луната или стъпвали на нея;
- НАСА и по всяка вероятност други участници в проекта съзнателно заблуждават човечеството в осъществяването на мисията чрез подправяне или унищожаване на доказателства и манипулация на снимки, телеметрични данни, радиопредавания и образци от лунни скали.
- НАСА и други възможни участници продължават активно да участват в тази конспирация до наши дни.

## Предистория и проучвания
Първата книга, посветена на темата, е „Може ли човек да полети на Луната“, издадена от математика Джеймс Крейни през 1970 година. Две години след прекратяването на програмата Аполо – през 1974 г.,Бил Кейсинг издава книгата „Ние никога не отидохме на Луната: Американската измама за тридесет милиарда долара“.
Режисьорът Питър Хаямс през 1978 година създава филма „Козирог-1“, в който показва фалшифицирана мисия до Марс, заснета изцяло в студио. Използваният летателен апарат неимоверно много напомня лунния модул на Аполо, което става причина за спекулации и най-вероятно слага началото на разпространението на коспиративните теории за фалшифициране на стъпването на Луната. Това съвпада и с периода след войната във Виетнам и аферата Уотъргейт, когато доверието на обществеността в държавните институции е силно намаляло. Така например Чарлз Джонсън, президент на „Международното общество за изследване на плоска Земя“ отхвърля идеята, че човек е стъпил на Луната, твърдейки, че кацането е режисирано в холивудско студио, по сценарии на Артър Кларк.
Според проучване от 1999 г. на „Галъп“, 6% от населението на САЩ вярва, че стъпване на човек на Луната не е имало, докато 89% са убедени в достоверността му. Обвиненията са често отхвърляни като несъстоятелни от учени, техници и инженери, както и от НАСА, и от астронавтите на съответните мисии.
Скептиците стават 20% след излъченото на 15 февруари 2001 г. предаване по Фокс, озаглавено Конспиративна теория: Кацали ли сме на Луната? Предаването е гледано от 15 милиона зрители.
Проучване в Русия от 2000 година показва, че 28% от населението не вярва, че американците са стъпвали на Луната. Подобно проучване през 2009 година в Англия показва 20% скептицизъм. Процентът на младите американци (между 18 и 25 години), които се съмняват в достоверността на данните за кацане на Луната е 25%. В книгата „Човек на Луната“, публикувана през 1994 г., Андрю Чайкин споменава, че по времето на мисията Аполо 8 през декември 1968 г. подобни теории за конспирация вече са съществували.

## Основни твърдения на конспиративните теории
Съществуват различни варианти на обвиненията, които варират от напълно отричане до несъществени поправки в документите и материалите. Някой от основните идеи на конспиративните теории могат да се обобщят в следните групи:
- Пълна измама – Поддръжниците на тази идея твърдят, че цялата програма за стъпването на човек на Луната и станцията Скайлаб е лъжа, американците нямат необходимата технология. Няма работоспособна ракета Сатурн V или поне не с обявената товароносимост. Корабите Аполо не са стигали по-далече от околоземна орбита, всички материали са подправени. Използвани са снимки, направени от безпилотните апарати Сървейър, а филмите са правени в студио. Лазерните огледала са доставени с необявени полети на апарати Сървейър.
- Частична измама (безпилотни апарати) – Към тази група спадат твърденията на Барт Сибрел, който твърди, че астронавтите от Аполо 11 и следващите мисии са подправили материалите показващи орбиталната разходка около Луната, както и разходката им по лунната повърхност, тъй като не са могли да достигнат на разстояние по-голямо от половината на това до Луната. На това предположение се противопоставя допускането, че на лунната повърхност съществуват лазерни огледала и други човешки артефакти. Маркус Ален представя този аргумент в думите – „Ще съм първият, който повярва, ако се открият доказателства за обекти на Луната, направени от човек“. Според Ален, снимките на лунните модули не доказват нищо. „Достигането до Луната не е голям проблем — руснаците са го направили през 1959, големият проблем е изпращането на хора там.“ Неговите твърдения са фокусирани върху изпращането от НАСА единствено на непилотирани апарати до Луната, тъй като космическата радиация би била смъртоносна за хора. Друг вариант на тази идея е, че ранните мисии на Аполо са измама, но мисиите Аполо 14 и 15 са първите истински мисии.[10]
- Кацане на хора, съчетано с лъжлив материал – Брайън О'Лиъри предполага, че НАСА може да е фалшифицирала някаква част от материалите, за да замени тези, които са изгубени или унищожени по време на истинската мисия.[11]
- Кацане на хора и прикриване на истината – Уилям Брайън и други вярват, че астронавтите са кацнали на Луната, но всичко което са намерили (гравитационни аномалии, извънземни артефакти и срещи с извънземни) са прикрити зад фалшиви документи.[12] Друга подобна хипотеза дискутира причината за фалшификацията като прикритие, предназначено да попречи на други нации да се възползват от ценна информация.

## Обвинения

### Фотографии и филми
За редица от фотографиите и филмите, съставящи архива на програмата Аполо, се твърди, че са фалшификации и често – че това означава, че и полетите до Луната са фалшификация.
- В книгата си „Человек на Луне? Какие доказательства?“ („Човек на Луната? Какви доказателства?“) руският учен д-р Александър Попов посочва различни ефекти, получаващи се при обработката на изображения от мисиите на Аполо, достъпни на различни сайтове на НАСА, като доказателство че снимките са подправени. Например при увеличаването на гама-корекцията на снимката AS17-134-20384[неработеща препратка], зад астронавта се наблюдава черно петно. Според д-р Попов това е сянката, която астронавтът хвърля върху декор, пред който е сниман.[13] На друго цифрово копие Архив на оригинала от 2006-11-14 в Wayback Machine. на същата снимка, хоствано от Project Apollo Archive при същата обработка подобни аномалии не се наблюдават.

### Практически несъответствия
Обвинения и отговори
- Реактивната струя при кацането не оставя кратер Kaysing 2002:75.
- Двигателите на излитащата степен не произвеждат видим пламък

Хидразин (гориво) и диазотен тетраоксид (окислител) са използвани за захранване на двигателите на лунния модул. Избрани са заради своята надежност – запалват се хиперголично (единствено при контакт един с друг, без искра). Такъв тип горивни смеси продуцират почти невидими изходящи газове. Подобен тип хиперголични горива се използвани също при няколко други носещи ракети – американската Титан, руската Протон, европейските Ариана 1 до 4 и китайската Дълъг поход, при които прозрачността на струята им е видима на редица снимки. Струята от двигателите, функциониращи във вакуум, се разпръсква сравнително бързо след излизането от дюзите, което допълнително намалява видимостта на пламъка. Не на последно място стои фактът, че повечето ракетни двигатели използват обогатени смеси от горива, увеличаващи живота на ракетата. При тези смеси няма излишък на гориво, което евентуално би горяло в контакт с атмосферен кислород. Атмосферният кислород също така не присъства в условията на лунен вакуум.
- Скалните образци, донесени от Луната, са идентични със скали, събрани от научни експедиции в Антарктика
- Наличието на дълбок слой прах около лунния модул; не би трябвало да го има поради мощната струя от двигателя за кацане

Прахът около модула се нарича реголит и е създаден от разпръскването на материал след сблъсъци на астероиди и метеори. Слоят от прах около мястото на кацане на Аполо 11 е с дебелина няколко сантиметра. В атмосфера се очаква ракетните двигатели да отвеят праха от повърхност от десетки метри. Само че в случая на Аполо прахът е махнат от пространството директно под ракетния двигател на кораба. Мощните двигатели причиняват турбуленции във въздуха, които вдигат и преместват прах на голямо разстояние. Това обаче става при наличие на атмосфера. В условия на вакуум няма въздух и прахът може да бъде преместен само от директното налягане на струята от двигателите.Plait 2002:163-65
- Флагът, забит от астронавтите, се ветрее, въпреки че на Луната няма ветрове. Според Барт Сибрел, „Вятърът вероятно е причинен от мощната климатична система, използвана, за да се охлаждат астронавтите в олекотените им, не-опроводени костюми. Охлаждащата система в раниците е трябвало да бъде махната, за да се олекоти товар, който не е създаден за шест пъти по-тежката гравитация на Земята, иначе просто са можели да паднат.“

При слагането на знамето е естествено да има движение. Тъй като на Луната няма въздух, който да създава съпротивление, първоначалното движение може да продължи за известен период. На върха на пилона, върху който стои знамето има хоризонтален държател, чиято функция е да разпъне флага за по-добро показване. Вълните по плата на знамето са в резултат на сгъвенето при транспортиране. Хоризонталният държател е телескопичен и екипажът на Аполо 11 не успява да го разгъне напълно. По-късните мисии също не разгъват държателя напълно, защото им харесва как изглежда това. Прегледът на видиозаписите показва, че скоро след като астронавтите махат ръцете си от знамето, то спира да се движи и остава неподвижно. В момент от записа знамето се вижда за над 30 мин., при което за целия период остава неподвижно (както и при всички подобни моменти, когато се вижда). Вижте и снимките по-долу:
|  |  |

- Лунният модул тежи 17 тона, но изглежда, че краката на астронавтите правят по-големи вдлъбнатини в прахта

### Сайтове, оборващи твърденията за фалшификация
- Летали ли американцы на Луну? – подробен сайт на руски език
- Летели ли са хора до Луната – превод на статията на Фил Плейт за това дали американците са кацнали на Луната (на български език)